# Dimorphocalyx beddomei
Dimorphocalyx beddomei là một loài thực vật có hoa trong họ Đại kích. Loài này được (Benth.) Airy Shaw mô tả khoa học đầu tiên năm 1969.